# Razlike između maligne i zdrave ćelije
Razlike između maligne i zdrave ćelije ogledaju se atipičnim oblicima i funkcijama maligne čelije, koje su različite od onik kod normalnih ćelija od kojih su nastale. Njihovo poznavanje od velike je važnosti za pravilno shvatanje i pravovremeneno otkrivanje maligniteta u bilo kom uzrastu.

## Opšta razmatranja
Maligna ćelija nastaje neoplastičnom transformacijom, iz zdrave ćelije kada se narušeni procesi tkivne homeostaze. Tada se ćelija kreće u pravcu nekontrolisane proliferacije i inhibicije ćelijskog umiranja po tipu apoptoze. Neoplastična transformacija je višestepeni proces. Svaki stepen karakterišu genetičke i epigenetičke izmene koje dovode do transformacije neizmenjene („normalne“) ćelije u malignu. 
Poznato je da se, u toku procesa neoplastične transformacije, u ćelijama gube različiti kontrolni mehanizmi, što dovodi do uvećanja potencijala rasta, izmena na ćelijskim membranama, kariotipskih abnormalnosti, morfoloških i biohemijskih izmena, i izmena drugih ćelijskih osobina. Kao posledica svih tih promena dolazi do nekontrolisane deobe ćelija i grupisanja malignih ćelija koje formiraju maligni tumor (rak) ili abnormalnu masu tkiva nastalu kao rezultat nekontrolisanog rasta ćelija.
Na osnovu vrste zdrave ćelija ili tkiva od kojih su se razvili, maligne ćelije mogu biti:
- epitelne – karcinomi,
- mezenhimske — vezivnog tkiva (najpoznatiji sarkomi),
- limfne (maligni čelije krvi i ćelije koštane srži),
- nervne
- embrionalne

## Zdrava ćelija
Ćelija je osnovna gradivna i funkcionalana jedinica svakog živog bića, osim virusa. U organizmu odraslog čoveka nalazi oko 10 na 14 ćelija. Iako se sve te ćelije međusobno razlikuju postoje neke osobine koje su zajedničke svim ćelijama:
- Rast do veličine koja je karakteristična za datu vrstu ćelije;
- Obavljanje određenih zadataka (funkcija, uloga);
- Primanje signala iz spoljašnje sredine na koje ćelija na određeni način odgovara;
- Život ćelije završava se ili ćelijskom deobom (pri deobi ćelija daje nove ćelije) ili ćelijskom smrću (apoptozom - rogramiranom ćelijskom smrti)
- Jedinstven hemijski sastav;
- Jedinstvena građa.
- Snabdevaju se energijom tokom Krebsovog ciklusa, preko ATP i pomoću glikolize, u prisustvu kiseonika.
- Prestaje da se razmnožava kada je u organizmu prisutno dovoljno ćelija da obavi zadatu funkciju

## Maligna ćelija
Narušen proces razmnožavanja
Normalna ćelija prestaje da se razmnožava kada je u organizmu prisutno dovoljno ćelija da obavi zadatu funkciju, za razliku od maligne, koja nastavlja da se i dalje besmisleno reprodukuje. Svaki gen nosi nacrt kodova za različite proteine: kada se dogodi mutacija u genu, koji kodira proteine odgovorne za faktor rasta (onkogen), ćelija nastavlja da se bezgranično (nekontrolisano) razmnožava. U tom rapidnom procesu, ćelije raka se reprodukuju pre nego što imaju šansu za maturacijom (sazrevanjem). Što je maligna ćelija na nižem stupnju sazrevanja, to je njen maligni potencijal veći. 
Otsustvo interakcije
Dok zdrave ćelije međusobno komuniciraju ćelije raka nemaju interakciju sa drugim ćelijama putem različitih signala. U tom smislu svaka mutacije u signalnim putevima dovode do brzog širenja pogrešne informacije ka zdravim ćelijama. 
Poremećaj apoptoze
Zdrave ćelije podležu apoptozi (programiranoj ćelijskoj smrti), za razliku od malignih. Ukoliko gen koji popravlja DNK nije u stanju da ispravi grešku, protein p53 (koji spada u tumor supresorne gene) šalje signal zdravoj ćeliji da podlegne apoptozi, što se ne dešava kod maligne ćelije. Ukoliko postoji mutacija u genu p53, stare ćelije i one sa greškom nastavljaju da se razmnožavaju, što dovodi do multiplikacije grešaka i maligne alteracije. Dužina telomera utiče na životni vek: skraćuje se svaki put tokom deobe zdrave ćelije. Maligne ćelije, zahvaljujući enzimu telomerazi, obnavljaju dužinu telomera, zbog čega ne podležu apoptozi i nastavljaju deobu.
Narušena morfologija
Kada se posmatraju pod mikroskopom, maligne ćelije imaju neuobičajen oblik, sa većim i tamnijim jedrom. Boja i veličina jedra su drugačije jer sadrže neumerenu količinu izmenjene DNK, a često i izmenjen broj i organizaciju hromozoma.
Genomska nestabilnost
Genomska nestabilnost maligne ćelije ogleda se u tome da mutacije mogu da dovedu do kancerogeneze, a mogu i da imaju potpuno odsustvo funkcije u malignoj ćeliji. Obimna molekularno-biološka ispitivanja pokazala su da manje od 10% bolesnika sa malignitetom ima naslednu mutaciju koja može biti povezana sa razvojem bolesti. Za svaki određeni malignu alteraciju učestalost se dramatično smanjuje na 0,1%.
Poremećaj autoimunosti
Zdrave ćelije ispunjavaju svoju zadatu funkciju, a maligne su izmenjene ne samo u obliku, već i u funkcionalnosti. Na primer funkcija zdravih leukocita je da pomažu u odbrani od infekcije. Kod leukemija, iako su leukociti često prisutni u daleko većem broju nego u normalnim okolnostima, zahvaljujući malignoj alteraciji, ne samo da ne učestvuju u odbrani organizma, već ga dodatno ugrožavaju, jer nezrelost i izmenjena funkcija ćelija bele loze dovodi do povećanog rizika od infekcija.
Stvaranje energije
Zdrave ćelije se snabdevaju energijom tokom Krebsovog ciklusa, preko ATP i pomoću glikolize, u prisustvu kiseonika. Maligne ćelije stvaraju svoju energiju nezavisno od kiseonika, odnosno u njegovom odsustvu. Sa takvim osobinama, maligne ćelije su u stanju da prevare ćelije imunskog sistema. Limfociti prepoznaju i pomažu u uklanjanju oštećenih ćelija u normalnim okolnostima, međutim maligne ćelije sekretuju supstance koje inaktivišu ćelije imunskog sistema, tako da nisu u stanju da ih prepoznaju i odstrane. 
Metastatski proces
Zdrave ćelije sekretuju supstance (adhezioni molekuli) koje ih drže u grupi, za razliku od malignih koje plutaju ili do okolnih struktura ili preko krvotoka i limfotoka u udaljene delove tela, što dovodi do metastatskog procesa. 
Reč kancer, baš zbog metastatskog mprocea, nastala je od latinske reči kraba, da bi na slikovit način, kao ponašanje kraba u životinjskom svetu, opisala invaziju na proksimalne ili distalne strukture.

## Spoljašnje veze
- The Biology of Cancer (језик: енглески)

|  | Molimo Vas, obratite pažnju na važno upozorenje u vezi sa temama iz oblasti medicine (zdravlja). |